# EU-LAC-Stichting
De EU-LAC-Stichting is een internationale intergouvernementele organisatie met als doel bij te dragen aan de versterking van het partnerschap tussen de Europese Unie (EU) en de Gemeenschap van Latijns-Amerikaanse en Caraïbische Staten (LAC), een grotere wederzijdse kennis en begrip tussen beide regio’s te bevorderen en de wederzijdse zichtbaarheid tussen de regio's en de zichtbaarheid van het partnerschap zelf te versterken.

## Ontstaan
De EU-LAC-Stichting komt voort uit het strategisch partnerschap "EU-LAC" tussen de Europese Unie en de Latijns-Amerikaanse en Caraïbische staten uit 1999. Op de zesde EU-LAC-conferentie van staats- en regeringsleiders in Madrid in 2010 werd besloten tot oprichting van de EU-LAC-Stichting. In 2011 werd een voorlopige stichting opgericht, gevestigd in de Bondsrepubliek Duitsland. Die zou ontbonden worden zodra de oprichtingsakte van de EU-LAC-Stichting in werking treedt.
Deze oprichtingsakte werd ondertekend tijdens de topconferentie in Santo Domingo (Dominicaanse Republiek) op 25 oktober 2016. Daarna kon dit bij het secretariaat-generaal van de Raad van de Europese Unie te Brussel. De oprichtingsakte zou in werking treden dertig dagen nadat acht partijen van elke regio (de Europese en de Amerikaanse) hun respectieve akten van bekrachtiging of toetreding hadden neergelegd bij de depositaris.
De Europese Unie heeft de oprichtingsakte op 8 april 2019 goedgekeurd.
De datum van inwerkingtreding van de oprichtingsakte is vastgesteld op 17 mei 2019.

## Leden
De leden van de Stichting zijn de lidstaten van de Europese Unie, de Europese Unie als geheel en de staten in Latijns-Amerika en de Caraïben lid van de CELAC. In totaal zijn dit (in april 2019) 62 leden: De EU, 28 lidstaten van de EU en 33 lidstaten uit Amerika.

## Organisatie
De hoofdzetel van de organisatie is gevestigd in Hamburg (Duitsland).
Het voorzitterschap is een onbezoldigd ereambt (ad honorem), waarvoor een bekende en zeer gerespecteerde persoonlijkheid in zowel Latijns-Amerika en het Caribisch gebied als in de EU in aanmerking komt. De voorzitter wordt om de vier jaar verkozen (de termijn mag eenmaal verlengd worden). In 2019 is Leonel Fernández Reyna, voormalig president van de Dominicaanse Republiek, de voorzitter.
De Raad van Bestuur bestaat uit vertegenwoordigers van de leden van de Stichting. De Raad heeft twee voorzitters, een uit de EU en een uit de Latijns-Amerikaanse en Caraïbische landen. Het beheer van de Stichting staat onder leiding van een uitvoerend directeur, die door de Raad voor een termijn van vier jaar wordt benoemd (die termijn kan eenmaal verlengd worden). De functie wordt bij toerbeurt aan een Europeaan en een Amerikaan toegewezen. In 2019 is de Italiaanse Paola Amadei de uitvoerend directeur van de Stichting.